# Lasioglossum sandhousiellum
Lasioglossum sandhousiellum är en biart som först beskrevs av Gibbs 2010. Den ingår i släktet smalbin och familjen vägbin. Arten förekommer i sydvästligaste Kanada och nordvästra USA.

## Beskrivning
Huvudet och mellankroppen är gröna med blått skimmer. Munskölden är svartbrun på den övre halvan, medan överläppen (labrum) är rödbrun. Antennerna är mörkbruna med undersidan på de yttre delarna gulorange. Benen är bruna, med rödbruna fötter på de fyra bakre benen hos honan, ljust brungula fötter på alla sex benen hos hanen. Vingarna är halvgenomskinliga med brungula ribbor och rödbruna vingfästen. Bakkroppssegmenten är gyllengröna på ovansidan, bruna på undersidan, med genomskinligt brungula bakkanter. Behåringen är vitaktig och tämligen gles. Som de flesta smalbin är arten förhållandevis liten; honan har en kroppslängd på 6 till 6,2 mm och en framvingelängd på omkring 3,7 mm; motsvarande mått hos hanen är omkring 4,4 mm för kroppslängden och omkring 3,4 mm för framvingelängden.

## Utbredning
Utbredningsområdet omfattar sydvästra British Columbia i sydvästra hörnet av Kanada över östra Washington, nordöstra Oregon och sydvästra Idaho till nordöstra Nevada och nordvästra Utah i nordvästra USA.

## Ekologi
Lasioglossum sandhousiellum är polylektisk, den flyger till blommande växter från flera familjer: Korgblommiga växter som röllika och maskrosor samt blågullsväxter som Ipomopsis arizonica.

## Etymologi
Artepitetet sandhousiellum är valt till minne av Grace Adelbert Sandhouse (1896–1940), en amerikansk entomolog som forskade mycket på Dialictus, det undersläkte som arten tillhör. På hennes tid betraktades Dialictus som ett eget släkte.